# Epirhyssa nitobei
Epirhyssa nitobei är en stekelart som beskrevs av Tohru Uchida 1928. Epirhyssa nitobei ingår i släktet Epirhyssa och familjen brokparasitsteklar. Inga underarter finns listade i Catalogue of Life.